# Harold Stanley
Harold Stanley (Great Barrington, 2 ottobre 1885 – Filadelfia, 14 maggio 1963) è stato un imprenditore statunitense e uno dei fondatori di Morgan Stanley nel 1935. Per 20 anni, ha amministrato Morgan Stanley fino a quando lasciò l'azienda nel 1955.

## Infanzia
Stanley nacque a Great Barrington, nel Massachusetts, figlio di William Stanley Jr. e Lila Courtney Stanley. William era un inventore della General Electric da cui gli edifici della Stanley Works a Pittsfield nel Massachusetts prendono il nome. Si è diplomato alla Hotchkiss School nel 1904 e laureato all'università di Yale nel 1908. È stato membro della società segreta Skull and Bones.

## Carriera
Diventò un vice-presidente del dipartimento obbligazionario del Guaranty Trust Company of New York nel 1916, infine scorporando in una società di titoli separata e controllata, la Guaranty Company, dove lavorò in cooperazione con J.P. Morgan Jr. Nel 1927, Morgan invitò Stanley a diventare un socio della sua impresa, rimpiazzando Dwight Morrow, che era diventato ambasciatore statunitense in Messico. Ha reso il suo nome leader del settore della banca di investimento presso J.P. Morgan, rendendo l'azienda un attore forte nell'offerta di titoli e in particolare nel mercato obbligazionario, in particolare dopo che lo Glass-Steagall Act separò le banche d'investimento da quelle commerciali. 
Nel 1935, insieme a Henry Sturgis Morgan, nipote di John Pierpont Morgan e figlio di J. P. Morgan Jr., contribuì a fondare Morgan Stanley per occupare l'affare dei titoli che dovevano essere ceduti da J. P. Morgan, e diventò il socio maggiore dell'azienda quando fu riorganizzata da corporazione ad associazione nel 1941. Stanley fu influente nella sua testimonianza negli anni '40, difendendo con successo l'industria contro le accuse del governo che era anti concorrenziale.

## Vita personale
Sposò Edith Thurston, figlia di William Harris Thurston, nel 1914. Edith morì nel 1934, ed egli si risposò con Louise Todd, vedova di Seymour Parker Gilbert, in quello stesso anni. Ebbe dei figliastri, ma nessun figlio da entrambi i matrimoni. Risiedette al numero 4 dell'East 72nd Street sull'Upper East Side di Manhattan a New York City e morì a Philadelphia nel 1963.

### Attività ed interessi
Fu membro del Links Club of New York, il National Golf Club, il Racquet and Tennis Club, e lo Yale Club. Fu direttore di molte compagnie incluso la Shell Caribbean Petroleum Corporation.

### Filantropia
Nel 1940, guidò la campagna di New York per raccogliere $ 1,5 milioni (equivalenti a $ 26.202.000 nel 2017) per la United States Commission for the Care of European Children, un'organizzazione privata che fornisce assistenza ai giovani rifugiati di guerra.